# 天主教平壤教区
天主教平壤教區（拉丁語：Dioecesis Pyeongyangensis）是朝鲜一個天主教会的教區，屬首爾總教區。範圍包括北韓的平安南、北道。首爾總教區總主教是教區的宗座署理。現任宗座署理為廉洙政樞機。朝鮮唯一的天主堂長忠教堂位於平壤市，但當地已無司鐸。
1927年設監牧區，1939年設宗座代牧區。1962年3月10日被升為教區。1944年委任的主教洪龍浩自1949年起失蹤。2013年公佈的《宗座年鑑》，洪主教被宣佈辭世，教區主教之位隨即從缺。韓國主教團已請求梵蒂岡冊封聖人部發出「無異議」許可，從而為洪主教及其他八十位殉道者啟動宣福程序。